# Деркач Віталій Павлович
Віта́лій Па́влович Дерка́ч (13 квітня 1923, Минівка, Полтавський район, Полтавська область — 18 серпня 2012), український вчений-кібернетик, педагог, доктор технічних наук — 1970, професор — 1972, заслужений діяч науки УРСР — 1975.

## Життєпис
Учасник Другої світової війни; воював під Сталінградом, на Західному та Першому Білоруському фронтах, тричі поранений. Після війни 2 роки прослужив в Німеччині, по тому поступив до Одеського електротехнічного інституту зв'язку. Займав керівні посади в комсомолі, цікавився журналістикою — дописував в газету «Молодь України».
1955 року заочно закінчив Київський політехнічний інститут, радіофізичний факультет — вчився у В. Глушкова. 1955—1956 роки — інженер в Київському КБ п/с 24. В 1957—1960 роках проходив аспірантуру.
В інституті кібернетики з 1956, понад 30 років, завідував науковим відділом, працював заступником директора по науковій роботі.
На початку 1960-х одним з перших почав дослідження по практичному використанню явища люмінесценції. Розроблені знакові індикатор, мнемосхеми, плоскі багатофункціональні електролюмінісцентні панелі, багатоелементні матричні та мозаїчні екрани, табло колективного користування. Екрани використовувалися в ЕОМ «Дніпро», АСУ «Львів», в машинах «Оптима», «Асор», «Синтаксис», «Київ-67», «Київ-70». По результатах цих робіт опублікував монографію спільно з В. М. Корсунським.
Досліджував взаємодію електронного променя з однорідними і багатошаровими мішенями в процесі виробництвами інтегральних схем. 1967 року під його керівництвом створена і впроваджена на багатьох підприємствах Міністерства електронної промисловості перша вітчизняна цифрова спеціалізована машина «Київ-67», використовувалася для виробництва напівпровідникових приладів — з рекордними для того часу параметрами.
Колектив під його керівництвом виконував з НДІ «Пульсар» роботи з електронної літографії — створена уперше в СРСР; використана машина «Київ-70», це надало можливість отримувати найбільш високу на той час точність позиційного променя.
1977 року разом з Глушковим В. М. та Капітоновою Ю. В. нагороджений Державною премією СРСР — за роботи по теорії дискретних перетворень та методів автоматизації проектування ЕОМ.
В його доробку 332 наукових праць та винаходів з питань обчислювальної техніки, кібернетики та мікроелектроніки.
Підготував 30 кандидатів та докторів наук.
Має більше 40 авторських свідоцтв.
Серед його учнів — Михайло Васюхін, Галина Федорівна Кияшко, В. М. Корсунський, А. І. Кривутенко, М. Г. Куземко, М. С. Кухарчук, Г. Т. Макаров, І. В. Медведєв, Анатолій Мержвинський, В. І. Чудинов.
Віршував, написав віршований роман про Глушкова та колектив «Зірки не тьмяніють». Склав «Словник російських рим», писав картини олією.